# アコマック郡
アコマック郡（英: Accomack County）は、アメリカ合衆国バージニア州の東端に位置する郡である。2010年国勢調査での人口は33,164人であり、2000年の38,305人から13.4%減少した。郡庁所在地はアコマック町（人口519人）であり、同郡で人口最大の町はシンコティーグ町（人口2,941人）である。
デルマーバ半島の先端近くに位置し、アコマック郡とノーサンプトン郡はバージニア州東海岸を構成している。

## 歴史
1603年、イングランド人遠征隊がこの地域に上陸した。これはジェームズタウン植民地が作られる4年前のことだった。ジョン・スミス船長が1608年に再度ここを訪れた。原住民族の「アッコウマック」族は人口2,000人ほどがおり、大酋長デビデアボン（別名「ラフィング・キング」）が地域を支配していた。デビデアボンはイングランド人の忠実な同盟者となり、その領土を削ってでも幾つか大きな土地を開拓者に与えた。
1634年、バージニア植民地当初の8シャイアの1つとして、アコマック・シャイアが設立された。この名前はインディアンの「アッコウマック」から来ており、「反対側に」という意味だった。1642年、イギリス本国が新世界における未開人の名前を排除する目的で、名称をノーサンプトンに変えた。1663年、ノーサンプトンは2つに分割された。北側が昔のアコマック（Accomac）の名称を採り、南側ノーサンプトンとなった。1940年、州議会が公式名称の綴りの最後に "k" を付け加え、現在の綴り（Accomack）になった。新しい綴りの「アコマック郡」という名称は1943年のアメリカ地名委員会決定事項に初めて表示された。
1634年、アメリカ合衆国で最初の保安官であるウィリアム・ストーンが指名された。
1670年、バージニア植民地総督のウィリアム・バークレーがアコマック郡を廃止したが、バージニア州議会が翌1671年に再度設立した。
アコマック郡はバージニア州の他地域とは異なり、南北戦争中もアメリカ連合国の支配下に入らず、アメリカ合衆国軍によって保持された。

## 地理
アメリカ合衆国国勢調査局に拠れば、郡域全面積は1,310平方マイル (3,400 km2)であり、このうち陸地455平方マイル (1,180 km2)、水域は855平方マイル (2,210 km2)で水域率は65.25%である。
郡内グリーンバックビルがメリーランド州との州境であり、そこからデラウェア州までも36マイル (58 km) しか離れていない。

### 空港
- アコマック郡空港

### 主要高規格道路
- アメリカ国道13号線
- バージニア州道175号線
- バージニア州道176号線
- バージニア州道178号線
- バージニア州道179号線
- バージニア州道180号線
- バージニア州道182号線
- バージニア州道187号線
- バージニア州道316号線

### 隣接する郡
- サマセット郡 (メリーランド州) - 北西
- ウースター郡 (メリーランド州) - 北東
- ノーサンプトン郡 - 南
- ミドルセックス郡 - 西（チェサピーク湾の対岸）
- ランカスター郡 - 西（チェサピーク湾の対岸）
- ノーサンバーランド郡 - 西（チェサピーク湾の対岸）

### 国立保護地域
- アサティーグ島国立海岸（部分）
- シンコティーグ国立野生生物保護区（部分）
- マーティン国立野生生物保護区（ワッツ島の部分）
- ワロップス島国立野生生物保護区

## 人口動態
以下は2010年国勢調査による人口統計データである。
| 基礎データ - 人口: 33,164人 - 世帯数: 15,299 世帯 - 家族数: 10,388 家族 - 人口密度: 32人/km2（84人/mi2） - 住居数: 19,550軒 - 住居密度: 17軒/km2（43軒/mi2） 人種別人口構成 - 白人: 65.3% - アフリカン・アメリカン: 28.1% - ネイティブ・アメリカン: 0.4% - アジア人: 0.6% - 太平洋諸島系: 0.1% - その他の人種: 3.9% - 混血: 1.6% - ヒスパニック・ラテン系: 8.6% 先祖による構成 - アフリカ系：28% - イギリス系：15% - ドイツ系：9% - アイルランド系：9% - メキシコ系：4% | 年齢別人口構成 - 18歳未満: 24.3% - 18-24歳: 8.2% - 25-44歳: 26.2% - 45-64歳: 24.7% - 65歳以上: 16.7% - 年齢の中央値: 39歳 - 性比（女性100人あたり男性の人口） - 総人口: 94.3 - 18歳以上: 90.0 世帯と家族（対世帯数） - 18歳未満の子供がいる: 28.9% - 結婚・同居している夫婦: 49.2% - 未婚・離婚・死別女性が世帯主: 14.4% - 非家族世帯: 32.1% - 単身世帯: 27.7% - 65歳以上の老人1人暮らし: 12.5% - 平均構成人数 - 世帯: 2.45人 - 家族: 2.96人 |

アコマック郡と隣接するノーサンプトン郡は州内で最貧クラスの郡である。

## 町
| - アコマック - 郡庁所在地 - ベルヘイブン（一部はノーサンプトン郡内） - ブロクソム - シンコティーグ - ホールウッド | - ケラー - メルファ - オナンコック - オンリー - ペインター | - パークスレー - サクシス - タンジャー - ワチャップリーグ |

## 教育
アコマック郡の公共教育はアコマック郡公共教育学区が管轄している。

### 小学校
- アッコウマック小学校[12]
- シンコティーグ小学校[13]
- キゴタンク小学校[14]
- メトンプキン小学校[15]
- パンゴティーグ小学校[16]

### 中学校
- アーカディア中学校[17]
- ナンドゥア中学校[18]

### 高校
- アーカディア高校
- シンコティーグ高校
- ナンドゥア高校
- タンジャー複合学校[19]
- バッジャー職業訓練校[20]

## メディア
アコマック郡は6つのテレビ局に免許を与えている。テレビ塔は2つあり、1つはアメリカ国道13号線近く未編入の町マップスビルにあり、4つの局がオナンコックで免許を得ている。もう1つはバージニア州道178号線近くにあり、未編入の町クラドックビルで免許を得た2局が使っている。それぞれのテレビ塔はハンプトン・ローズ地域からの放送を中継して、全国ネットの番組を放送している。
| コールサイン | チャンネル | 免許発行所     | 中継局 | ネットワーク |
| ------------ | ---------- | -------------- | ------ | ------------ |
| W14DY-D      | 14         | オナンコック   | WAVY   | NBC          |
| W42DP        | 42         | クラドックビル | WAVY   | NBC          |
| W25AA-D      | 25         | オナンコック   | WHRO   | PBS          |
| W18EG-D      | 18         | オナンコック   | WTKR   | CBS          |
| W22DN        | 22         | クラドックビル | WTKR   | CBS          |
| W34DN        | 34         | オナンコック   | WVEC   | ABC          |